# Le Cabaret de la Belle Femme
Le cabaret de la Belle Femme est un roman publié par  Roland Dorgelès en 1919 aux éditions Albin Michel, inspiré de l'expérience vécue par son auteur durant la Première Guerre mondiale.

## Résumé
Le cabaret de la Belle Femme, une suite des Croix de bois, raconte le quotidien des soldats de l'armée française pendant la Première Guerre mondiale. Le narrateur et auteur s'inspirant de sa propre expérience, témoigne sous un pseudonyme des différents épisodes de son parcours. Il s'agit alors de son engagement, des missions périlleuses, les conditions dans les tranchées, la mort ou le retour des camarades.

## Explication du titre
« Il se dressait en plein front, ce cabaret de vieille France, quelque part en Champagne, entre Berry et Reims, et je le connus un soir de septembre 1914... Le cabaret consistait en un pittoresque petit tas de moellons concassés et de briques pulvérisées, sur lequel se dressait bizarrement un squelette de toit, tombé tout d’une pièce sur les ruines, ses tuiles apeurées envolées devant l’obus comme une nichée de pigeons rouges. Les vieilles bouteilles étaient dessous, la belle femme aussi, peut-être...

Et, blottis dans ces décombres, nous y passâmes une nuit atroce, transis, trempés, à guetter l’ombre hostile où rôdaient les Boches. »

## Personnages
- Jacques Larcher : narrateur, différent des autres, il ne livre jamais ses sentiments mais décrit toujours ceux des autres. Jacques Larcher participe à l'action du récit.
- Gilbert Demachy : nouveau au front, un étudiant qui vient de finir son droit, coquet au commencement mais finit par devenir le meilleur ami des autres soldats, convaincus par sa gentillesse et son doux caractère.
- Sulphart : rouennais gouailleur et rouspéteur.
- Bréval : le caporal de l’escouade, très sentimental et ne voulant pas blesser les gens.

## Structure de l'œuvre
Le roman se découpe en succession de chapitres sans véritable lien entre eux, tels des tableaux de situations propres à la guerre. 
Ces diverses représentations offrent au lecteur un panel des types de personnages du début du XXe siècle. Regroupés dans un monde dévasté, l'armée comme liant, c'est dans un esprit de camaraderie que se tisse l'histoire.

- Pour la durée de la guerre
- Le cabaret de la Belle Femme
- Mon capitaine, monsieur le curé et le soldat à la tête de veau
- Une nuit sous bois
- Les poissons rouges
- Ici repose Cadinot
- Un débrouillard
- Le prisonnier bénévole
- Gousse d'ail
- Le poète sous le pot de fleurs
- Chez les anges

Trois chapitres inédits des Croix de bois :   
- La Boule de Gui.
- L’Ennemi des Vieux.
- Permissionnaires.

## Éditions
- Édition française illustrée, coll. « Collection littéraire des romans fantaisistes », 1919
- Albin Michel, 1922, 1928
- Paris, Librairie générale française, coll. « Le Livre de poche », n° 92, 1954[2].